# Poul Pedersen (filmfotograf)
 For alternative betydninger, se Poul Pedersen. (Se også artikler, som begynder med Poul Pedersen)
Poul Pedersen (født 16. maj 1925 i Racine, Wisconsin, USA - død 14. maj 2003) var en dansk filmfotograf.
Poul Pedersen kom 1. august 1944 til Nordisk Film som fotografassistent, og efter sin soldatertjeneste blev han igen tilknyttet Nordisk Film fra 1949 til 1960. I 1951 optog han sin første spillefilm Mød mig på Cassiopeia og fotograferede i 1955 den første danske spillefilm i farver Kispus. I 1960 forlod han filmen og startede som direktør for en sodavandsfabrik. Han blev æresmedlem af Dansk Filmfotograf Forbund i 2001.